# Società Sportiva Juventus Stabia 1979-1980
Questa voce raccoglie le informazioni riguardanti la Società Sportiva Juve Stabia nelle competizioni ufficiali della stagione 1979-1980.

## Stagione
Nella stagione 1979-1980 la Juve Stabia è giunta al 7º posto nel campionato di Serie C2 girone D.

## Rosa
| N. |                   | Ruolo | Calciatore                |
| -- | ----------------- | ----- | ------------------------- |
|    | Italia (bandiera) | P     | Flavio Pozzani (capitano) |
|    | Italia (bandiera) | P     | Giovanni Cervone          |
|    | Italia (bandiera) | P     | Luigi Criscuolo           |
|    | Italia (bandiera) | D     | Gianfranco Lusuardi       |
|    | Italia (bandiera) | D     | Giovannino Mattioli       |
|    | Italia (bandiera) | D     | Paolo Moretto             |
|    | Italia (bandiera) | D     | Gavino Costaggiu          |
|    | Italia (bandiera) | D     | Federico Marchi           |
|    | Italia (bandiera) | D     | Vittorio Belotti          |
|    | Italia (bandiera) | D     | Pasquale Cannavale        |
|    | Italia (bandiera) | D     | Giuseppe Palomba          |
|    | Italia (bandiera) | C     | Pierluigi Busatta         |

| N. |                   | Ruolo | Calciatore           |
| -- | ----------------- | ----- | -------------------- |
|    | Italia (bandiera) | C     | Antonio Falanga      |
|    | Italia (bandiera) | C     | Giovanni Schettino   |
|    | Italia (bandiera) | C     | Felice Capano        |
|    | Italia (bandiera) | C     | Claudio Cacciatori   |
|    | Italia (bandiera) | C     | Michele Palomba      |
|    | Italia (bandiera) | C     | Ciro Amendola        |
|    | Italia (bandiera) | A     | Adelchi Malaman      |
|    | Italia (bandiera) | A     | Antonio Crusco       |
|    | Italia (bandiera) | A     | Bruno Graziani       |
|    | Italia (bandiera) | A     | Mauro Bordoni        |
|    | Italia (bandiera) | A     | Salvatore Campilongo |
|    | Italia (bandiera) | A     | Flaminio Di Biase    |

## Risultati

### Serie C2

#### Girone di andata
| 30 settembre 1979 1ª giornata | Juventus Stabia | 0 – 0 | Brindisi |  |

| 7 ottobre 1979 2ª giornata | Monopoli | 2 – 1 | Juventus Stabia |  |

| 14 ottobre 1979 3ª giornata | Juventus Stabia | 2 – 1 | Vittoria |  |

| 21 ottobre 1979 4ª giornata | Savoia | 1 – 0 | Juventus Stabia |  |

| 28 ottobre 1979 5ª giornata | Juventus Stabia | 2 – 0 | Messina |  |

| 4 novembre 1979 6ª giornata | Paganese | 1 – 0 | Juventus Stabia |  |

| 11 novembre 1979 7ª giornata | Juventus Stabia | 3 – 0 | Sorrento |  |

| 18 novembre 1979 8ª giornata | Vigor Lamezia | 0 – 1 | Juventus Stabia |  |

| 25 novembre 1979 9ª giornata | Juventus Stabia | 4 – 0 | Terranova Gela |  |

| 2 dicembre 1979 10ª giornata | Juventus Stabia | 2 – 1 | Potenza |  |

| 9 dicembre 1979 11ª giornata | Alcamo | 2 – 0 | Juventus Stabia |  |

| 16 dicembre 1979 12ª giornata | Juventus Stabia | 1 – 0 | Squinzano |  |

| 30 dicembre 1979 13ª giornata | Ragusa | 1 – 1 | Juventus Stabia |  |

| 6 gennaio 1980 14ª giornata | Nuova Igea | 3 – 1 | Juventus Stabia |  |

| 13 gennaio 1980 15ª giornata | Juventus Stabia | 1 – 1 | Cosenza |  |

| 20 gennaio 1980 16ª giornata | Marsala | 1 – 0 | Juventus Stabia |  |

| 27 gennaio 1980 17ª giornata | Juventus Stabia | 2 – 1 | Barletta |  |

#### Girone di ritorno
| 3 febbraio 1980 18ª giornata | Brindisi | 1 – 1 | Juventus Stabia |  |

| 10 febbraio 1980 19ª giornata | Juventus Stabia | 0 – 0 | Monopoli |  |

| 17 febbraio 1980 20ª giornata | Vittoria | 0 – 0 | Juventus Stabia |  |

| 24 febbraio 1980 21ª giornata | Juventus Stabia | 1 – 0 | Savoia |  |

| 2 marzo 1980 22ª giornata | Messina | 2 – 1 | Juventus Stabia |  |

| 9 marzo 1980 23ª giornata | Juventus Stabia | 0 – 1 | Paganese |  |

| 16 marzo 1980 24ª giornata | Sorrento | 2 – 2 | Juventus Stabia |  |

| 23 marzo 1980 25ª giornata | Juventus Stabia | 1 – 0 | Vigor Lamezia |  |

| 30 marzo 1980 26ª giornata | Terranova Gela | 0 – 0 | Juventus Stabia |  |

| 13 aprile 1980 27ª giornata | Potenza | 1 – 0 | Juventus Stabia |  |

| 20 aprile 1980 28ª giornata | Juventus Stabia | 2 – 2 | Alcamo |  |

| 27 aprile 1980 29ª giornata | Squinzano | 1 – 1 | Juventus Stabia |  |

| 11 maggio 1980 30ª giornata | Juventus Stabia | 0 – 2 | Ragusa |  |

| 18 maggio 1980 31ª giornata | Juventus Stabia | 2 – 1 | Nuova Igea |  |

| 25 maggio 1980 32ª giornata | Cosenza | 3 – 2 | Juventus Stabia |  |

| 1º giugno 1980 33ª giornata | Juventus Stabia | 0 – 0 | Marsala |  |

| 8 giugno 1980 34ª giornata | Barletta | 4 – 2 | Juventus Stabia |  |